# Troisvilles
Troisvilles és un municipi francès, situat a la regió dels Alts de França, al departament del Nord. L'any 2006 tenia 752 habitants. Limita al nord amb Inchy, al nord-est amb Neuvilly, a l'est amb Le Cateau-Cambrésis, al sud amb Reumont, al sud-oest amb Bertry, a l'oest amb Caudry i al nord-oest amb Beaumont-en-Cambrésis.

## Demografia
| 1962                                       | 1968  | 1975 | 1982 | 1990 | 1999 | 2006 |
| ------------------------------------------ | ----- | ---- | ---- | ---- | ---- | ---- |
| 965                                        | 1.002 | 926  | 804  | 762  | 782  | 749  |
| Des de 1962: població sense dobles comptes |       |      |      |      |      |      |

## Administració
| Període | Identitat     | Partit |
| ------- | ------------- | ------ |
| 2001-   | Gérard Cagnon | UMP    |